# Netelia caviverticalis
Netelia caviverticalis är en stekelart som först beskrevs av Joseph Augustine Cushman 1924.  Netelia caviverticalis ingår i släktet Netelia och familjen brokparasitsteklar. Inga underarter finns listade i Catalogue of Life.